# 16 november
16 november är den 320:e dagen på året i den gregorianska kalendern (321:a under skottår). Det återstår 45 dagar av året.

## Namnsdagar

### I den svenska almanackan
- Nuvarande – Vibeke och Viveka
- Föregående i bokstavsordning
  - Edmund – Namnet infördes på dagens datum 1721, då det ersatte den äldre benämningen Ethmund biskop, och fanns där fram till 2001, då det flyttades till 18 mars.
  - Elida – Namnet infördes på dagens datum 1986, men flyttades 1993 till 14 september, varvid formen ändrades till Ellida, och utgick 2001.
  - Elisa – Namnet fanns före 1901 på 14 juni, men utgick detta år. 1986 återinfördes det på dagens datum, men utgick återigen 1993.
  - Ethmund biskop – Denna benämning på dagens datum fanns där före 1721, då den utgick och ersattes av den modernare namnformen Edmund, till minne av ärkebiskopen Edmund av Canterbury, som dog 1240.
  - Gudmund – Namnet förekom under 1700-talet på 27 november, men utgick sedan. 1901 återinfördes det på 2 april och fanns där fram till 1993, då det flyttades till dagens datum, för att 2001 återföras till 2 april.
  - Vibeke – Namnet infördes 1986 på 12 mars. 1993 utgick det, men återinfördes 2001 på dagens datum.
  - Viveka – Namnet infördes 1986 på 24 april, men flyttades 2001 till dagens datum.
- Föregående i kronologisk ordning
  - Före 1721 – Ethmund biskop
  - 1721–1900 – Edmund
  - 1901–1985 – Edmund
  - 1986–1992 – Edmund, Elida och Elisa
  - 1993–2000 – Edmund och Gudmund
  - Från 2001 – Vibeke och Viveka
- Källor
  - Brylla, Eva (red.). Namnlängdsboken. Gjøvik: Norstedts ordbok, 2000 ISBN 91-7227-204-X
  - af Klintberg, Bengt. Namnen i almanackan. Gjøvik: Norstedts ordbok, 2001 ISBN 91-7227-292-9

### Finlandssvenska almanackan
- Nuvarande från 1995[1] – Arne, Arnold, Arna
- I föregående revideringar[a][2]
  - 1929–1972 – Arne
  - 1973–1994 – Arne, Arna

## Händelser
- 367 – Motpåven Ursinus avsätts.

Gustav II Adolfs död i slaget vid Lützen den 16 november 1632 (gregorianska kalendern).

- 1272 – Vid Henrik III:s död efterträds han som kung av England och herre över Irland av sin son Edvard I.
- 1532 – Den spanske erövraren Francisco Pizarro tillfångatar Inka-kejsaren Atahualpa.
- 1632 – Gustav II Adolf stupar i slaget vid Lützen under det trettioåriga kriget (i den gregorianska kalendern).
- 1907 – Oklahomaterritoriet blir USA:s 46:e delstat.[3]
- 1940
  - Storbritanniens flygvapen bombar Hamburg efter en tysk attack mot Coventry två dagar tidigare.
  - Tredje rikets militär påbörjar en blockad av Warszawas getto.
- 1944 – Tabloidtidningen Expressen kommer ut med sitt första nummer, och därmed inleds utvecklingen av den moderna riksspridda svenska kvällstidningen.
- 1945 – Unesco bildas då deras konstitution undertecknas.
- 1965 – Sovjetunionen avfyrar en raket med rymdsonden Venera 3 mot Venus.
- 1973 – NASA avfyrar en raket med Skylab 4 från John F. Kennedy Space Center, Florida.
- 1987 – Järnvägsolyckan i Lerum, en tågolycka av Sveriges allvarligare tågolyckor inträffar.
- 1989 – Sammetsrevolutionen i Tjeckoslovakien inleds. Den folkliga revolten pågår till 29 december, då den kommunistiska ledningen lämnar över makten till en demokratiskt vald regering.
- 2000 – Bill Clinton besöker Vietnam som första USA-president efter Vietnamkriget.
- 2004 – Datorspelet Half-Life 2 släpps av Valve Corporaton. Spelet har bland annat fått 35 game of the year-nomineringar.
- 2008 – Det dagliga listprogrammet Total Request Live med sändningar från Times Square i New York visas för sista gången på MTV.

## Födda
- 42 f.Kr. – Tiberius, romersk kejsare
- 1538 – Toribio av Mongrovejo, spanskt helgon
- 1579 – Federico Cornaro, italiensk kardinal
- 1717 – Jean le Rond d'Alembert, fransk filosof
- 1758 – Peter Andreas Heiberg, dansk författare.
- 1766 – Rodolphe Kreutzer, fransk violinist, kompositör, lärare och dirigent
- 1811 – John Bright, brittisk politiker.
- 1820 – Edvard Carleson, svensk riksdagsman, Sveriges statsminister
- 1823 – Henry G. Davis, amerikansk demokratisk politiker och affärsman, senator (West Virginia)
- 1826 – John B. Henderson, amerikansk politiker och jurist, senator (Missouri)
- 1835
  - Gullbrand Elowson, svensk politiker och skolman
  - Eugenio Beltrami, italiensk matematiker
- 1840 – Henry Markham, amerikansk republikansk politiker
- 1867 – William F. Kirby, amerikansk demokratisk politiker och jurist, senator (Arkansas)
- 1873
  - W.C. Handy, amerikansk blueskompositör
  - David Björling, svensk opera- och konsertsångare
- 1889 – Dietrich Kraiss, tysk generallöjtnant
- 1894 – Mabel Normand, amerikansk skådespelare
- 1895 – Paul Hindemith, tysk kompositör
- 1896 – Joan Lindsay, australisk författare
- 1902 – Wilhelm Stuckart, tysk nazistisk politiker
- 1903 – Hans Nockemann, tysk SS-officer
- 1905 – Margita Alfvén, svensk skådespelare
- 1907 – Burgess Meredith, amerikansk skådespelare
- 1908 – Gustaf Färingborg, svensk skådespelare
- 1913 – Gunn Wållgren, svensk skådespelare
- 1914 – Marrit Ohlsson, svensk skådespelare och dansare
- 1922 – José Saramago, portugisisk författare,  mottagare av Nobelpriset i litteratur 1998
- 1930 – Orvar Bergmark, svensk fotbollsspelare och bandyspelare, VM-silver, förbundskapten
- 1934 – Carl-Åke Eriksson, svensk skådespelare
- 1938 – Robert Nozick, amerikansk politisk filosof, professor och författare
- 1941 – Alberto Cantoni, italiensk författare
- 1942 – Lester Eriksson, svensk elitsimmare
- 1949 – Rita Holst, svensk manusförfattare och författare
- 1952
  - Bengt Johansson, kristen sångare, rockmusiker och sångförfattare
  - Shigeru Miyamoto, japansk spelskapare för Nintendo
- 1956 – Peter Ainsworth, brittisk konservativ parlamentsledamot
- 1957
  - Ingemar Erlandsson, svensk fotbollsspelare. Mottagare av kopia av Svenska Dagbladets guldmedalj 1979
  - Jacques Gamblin, fransk skådespelare
  - Mikael Rahm, svensk skådespelare
- 1958
  - Marg Helgenberger, amerikansk skådespelare
  - Anne Holt, norsk jurist, journalist, författare och politiker, justitieminister
  - Johnny Takter, svensk travkusk
- 1959 – Corey Pavin, amerikansk golfspelare
- 1960 – Pia Johansson, svensk skådespelare, föreläsare och moderator
- 1964 – Diana Krall, kanadensisk/amerikansk jazzpianist och sångare
- 1965 – Magnus Bäcklund, sångare i gruppen Fame
- 1966 – Christian Lorenz, keyboardist i tyska gruppen Rammstein
- 1970 – Dennis Kelly, brittisk producent, manusförfattare och dramatiker.
- 1972
  - Missi Pyle, amerikansk skådespelare
  - Nadja Weiss, svensk skådespelare
- 1977 – Maggie Gyllenhaal, amerikansk skådespelare
- 1979 – Lee Eun-ju, sydkoreansk skådespelare
- 1981 – Anna Lindberg, svensk simhoppare
- 1983 – Kari Lehtonen, finländsk ishockeyspelare, målvakt
- 1984 – Carin da Silva, svensk sångare, dansare och musikalartist
- 1985 – Sanna Marin, finländsk socialdemokratisk politiker, statsminister
- 1992 – Marcelo Brozović, kroatisk fotbollsspelare
- 1994 – Christoffer Ingo, finländsk politiker

## Avlidna
- 1093 – Margareta av Wessex, drottning av Skottland och helgon
- 1272 – Henrik III, kung av England och herre över Irland
- 1328 – Prins Hisaaki, shogun av Japan
- 1625 – Sofonisba Anguissola, italiensk målare
- 1603 – Lars Wallenstedt, svensk greve, jurist, ämbetsman och landshövding i Västmanlands län
- 1729 – Alessandro Specchi, italiensk arkitekt
- 1745 – Johann Lukas von Hildebrandt, österrikisk arkitekt
- 1779 – Pehr Kalm, svensk botaniker, präst och ekonomisk publicist
- 1785 – Johan Gottschalk Wallerius, svensk kemist och mineralog.
- 1797 – Fredrik Vilhelm II, kung av Preussen
- 1858 – Robert Hanna, amerikansk politiker, senator (Indiana)
- 1878 – Đura Jakšić, serbisk konstnär och poet
- 1885 – Louis Riel, kanadensisk politiker och upprorsledare
- 1912 – William Larrabee, amerikansk republikansk politiker, guvernör i Iowa
- 1918 – Johan Henrik Deuntzer, dansk politiker, konseljpresident
- 1927 – Adolf Joffe, sovjetisk politiker, diplomat, självmord
- 1938 – Frank D. Jackson, amerikansk republikansk politiker, guvernör i Iowa
- 1940 – Albert Engström, svensk författare och konstnär, ledamot av Svenska Akademien
- 1950 – Robert Holbrook Smith, amerikansk läkare, en av grundarna av Anonyma Alkoholister
- 1952 – Charles Maurras, fransk författare
- 1960
  - Clark Gable, amerikansk skådespelare.
  - William Larrabee, amerikansk demokratisk politiker, kongressledamot
- 1968 – Nils Whiten, svensk inspicient, regiassistent, skådespelare
- 1972 – Erik Idar, svensk konstnär
- 1973 – Alan Watts, brittisk filosof, författare och talare
- 1982 – Mim Ekelund, svensk dansare och skådespelare
- 1985 – John Sparkman, amerikansk demokratisk politiker, senator (Alabama)
- 1994 – Alf Häggstam, svensk operasångare (bas) och sångpedagog
- 1999 – Daniel Nathans, amerikansk mikrobiolog, mottagare av Nobelpriset i fysiologi eller medicin 1978
- 2000
  - Russ Conway, 75, brittisk pianist
  - Ahmet Kaya, 43, turkisk musiker
- 2001 – Sven Arvor, 94, svensk skådespelare
- 2005 – Henry Taube, 89, kanadensisk-amerikansk kemist, mottagare av Nobelpriset i kemi 1983
- 2006 – Milton Friedman, 94, amerikansk nationalekonom och mottagare av Sveriges riksbanks pris i ekonomisk vetenskap till Alfred Nobels minne
- 2008 – Reg Varney, 92, brittisk skådespelare
- 2009 – Edward Woodward, 79, brittisk skådespelare och sångare
- 2012 – Lasse Nylén, 62, svensk pastor och musiker
- 2014 – Serge Moscovici, 89, rumänsk-fransk socialpsykolog
- 2016 – Eva Persson, 73, svensk skådespelare och dramapedagog
- 2022 − Bo Holmqvist, 91, svensk journalist

### Fotnoter
1. ↑  ”Universitetets namnsdagsalmanacka - Universitetets almanacksbyrå”. almanakka.helsinki.fi. Helsingfors universitet. https://almanakka.helsinki.fi/sv/kalender-2025/. Läst 22 februari 2025.
2. ↑  ”Namnsdagsrevideringar - Universitetets almanacksbyrå”. almanakka.helsinki.fi. Helsingfors universitet. https://almanakka.helsinki.fi/sv/namnsdagar/namnsdagsrevideringar.html. Läst 3 oktober 2020.
3. ↑  ”Oklahoma” (på engelska). World Statesmen. http://www.worldstatesmen.org/US_states_O-R.html#Oklahoma. Läst 7 november 2012.